# Gunnar Olsson (actor)

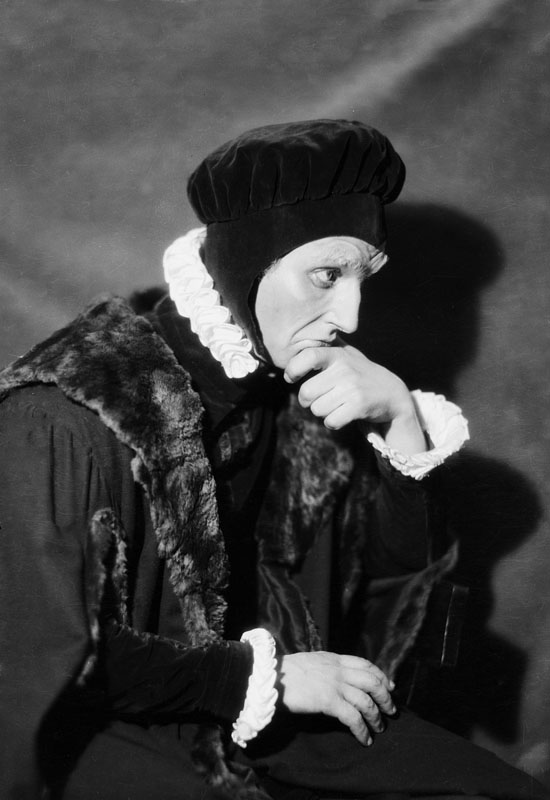
Gunnar Olsson

Gunnar Olsson (10 de julio de 1904 - 16 de septiembre de 1983) fue un director, actor y guionista teatral y cinematográfico de nacionalidad sueca. 

## Biografía
Nacido en Oxelösund, Suecia, Olsson trabajó para Gösta Ekman en 1931–1935, en el Teatro Dramaten en 1935–1938, y en el Stockholms stadsteater en 1960–1964. Debutó en el cine como actor en 1933 con el film de Lorens Marmstedt Kanske en diktare, dirigiendo su primera cinta en 1935, Järnets män. Fue también guionista y compuso varias canciones.
Gunnar Olsson falleció en Estocolmo, Suecia, en 1983. Había estado casado con la actriz Kerstin Berger.

## Teatro

### Actor
- 1929 : Siegfried, de Jean Giraudoux, escenografía de Olof Molander, Dramaten
- 1929 : Äventyret, de Gaston Arman de Caillavet y Robert de Flers, escenografía de Karl Hedberg, Dramaten
- 1929 : La dama de las camelias, de Alexandre Dumas (hijo), escenografía de Olof Molander, Dramaten
- 1930 : Topaze, de Marcel Pagnol, escenografía de Gustaf Linden, Dramaten
- 1930 : Ungkarlspappan, de Edward Childs Carpenter, escenografía de Olof Molander, Dramaten
- 1931 : Thalias barn, de Tor Hedberg, escenografía de Gustaf Linden, Dramaten
- 1931 : La señorita Julia, de August Strindberg, Konserthusteatern[2]
- 1931 : Hans nåds testamente, de Hjalmar Bergman, escenografía de Per Lindberg, Vasateatern[3]
- 1931 : Skomakarkaptenen i Köpenick, de Carl Zuckmayer, escenografía de Per Lindberg, Vasateatern[4]
- 1932 : Gröna hissen, de Avery Hopwood, escenografía de Gösta Ekman, Vasateatern[5]
- 1932 : Till Hollywood, de George S. Kaufman y Marc Connelly, escenografía de Gösta Ekman, Vasateatern[6][7]
- 1932 : Patrasket, de Hjalmar Bergman, escenografía de Gösta Ekman, Vasateatern[8]
- 1932 : Kanske en diktare, de Ragnar Josephson, escenografía de Gösta Ekman, Vasateatern[9][10]
- 1932 : Mästerkatten i stövlarna, de Palle Rosenkrantz, escenografía de Gösta Ekman, Vasateatern[11][12]
- 1932 : Cándida, de George Bernard Shaw, escenografía de Gösta Ekman, Vasateatern[13]
- 1932 : Gröna hissen, de Avery Hopwood, escenografía de Gösta Ekman, Vasateatern[14]
- 1932 : Broadway, de Philip Dunning y George Abbott, escenografía de Mauritz Stiller, Vasateatern[15]
- 1932 : Adam och Evorna, de Sigurd Hoel y Helge Krog, escenografía de Gösta Ekman, Folkan[16]
- 1933 : En caprice, de Sil Vara, escenografía de Gösta Ekman, Vasateatern[17]
- 1933 : La tía de Carlos, de Brandon Thomas, Folkan[18]
- 1933 : Mannen och hans omoral, de Samuel Nathaniel Behrman, escenografía de Gösta Ekman, Vasateatern[19][20]
- 1933 : Högre skolan, de Ferenc Molnár, escenografía de Gösta Ekman, Vasateatern[21][22]
- 1933 : Middag kl. 8, de George S. Kaufman y Edna Ferber, escenografía de Gösta Ekman, Vasateatern[23][24][25]
- 1933 : Banken, de Louis Verneuil, escenografía de Hjalmar Peters, Vasateatern[26]
- 1934 : Hamlet, de William Shakespeare, escenografía de Per Lindberg, Vasateatern[27][28]
- 1934 : Långfredag, de John Masefield, escenografía de Per Lindberg, Vasateatern[29]
- 1934 : Almost a Honeymoon, de Walter Ellis, escenografía de Gösta Ekman, Vasateatern[30]
- 1934 : Bödeln, de Pär Lagerkvist, escenografía de Per Lindberg, Vasateatern[31]
- 1935 : Karriär-karriär, de Gábor Drégely, escenografía de Gösta Ekman, Vasateatern[32][33]
- 1935 : Det levande liket, de León Tolstói, escenografía de Per Lindberg, Vasateatern[34]
- 1935 : En förtjusande fröken, de Ralph Benatzky, escenografía de Gösta Ekman, Vasateatern[35]
- 1935 : Ljuva ungdomstid, de Eugene O'Neill, escenografía de Rune Carlsten, Dramaten
- 1935 : Den gröna fracken, de Gaston Arman de Caillavet, escenografía de Rune Carlsten, Dramaten
- 1936 : Kvartetten som sprängdes, de Birger Sjöberg, escenografía de Rune Carlsten, Dramaten
- 1936 : Millionärskan, de George Bernard Shaw, escenografía de Alf Sjöberg, Dramaten
- 1936 : La dama duende, de Calderón de la Barca, escenografía de Olof Molander, Dramaten
- 1936 : Fridas visor, de Birger Sjöberg, escenografía de Rune Carlsten, Dramaten
- 1937 : Skönhet, de Sigfrid Siwertz, escenografía de Alf Sjöberg, Dramaten
- 1937 : Eva gör sin barnplikt, de Kjeld Abell, escenografía de Rune Carlsten, Dramaten
- 1937 : Vår ära och vår makt, de Nordahl Grieg, escenografía de Alf Sjöberg, Dramaten
- 1937 : Kungens paket, de Staffan Tjerneld y Alf Henrikson, escenografía de Rune Carlsten, Dramaten
- 1946 : Espectros, de Henrik Ibsen, escenografía de Harry Roeck-Hansen, Blancheteatern[36]
- 1949 : De fem fåglarna, de Staffan Tjerneld, escenografía de Björn Berglund, Blancheteatern[37]
- 1951 : Skaffa mig en våning, de Doris Frankel, escenografía de Per Gerhard, Vasateatern[38]
- 1958 : La ratonera, de Agatha Christie, escenografía de Börje Mellvig, Blancheteatern[39]
- 1960 : Tuppen, de Seán O'Casey, escenografía de Lars-Levi Laestadius, Stockholms stadsteater
- 1961 : El jardín de los cerezos, de Antón Chéjov, escenografía de Bengt Ekerot, Stockholms stadsteater
- 1962 : Sagoprinsen, de Vilhelm Moberg, escenografía de Carl Johan Ström, Stockholms stadsteater
- 1963 : Bara en barberare, de Georges Schehadé, escenografía de Lars-Levi Laestadius, Stockholms stadsteater
- 1966 : Fruar på vift, de Georges Feydeau, escenografía de Etienne Glaser, Stockholms stadsteater
- 1979 : Platonov, de Antón Chéjov, escenografía de Otomar Krejča, Stockholms stadsteater

### Director
- 1934 : London City, de John van Druten, Vasateatern[40]
- 1946 : Les printemps des autres, de Jean Jacques Bernard, Blancheteatern
- 1949 : Dödsdansen, de August Strindberg, Blancheteatern
- 1951 : Black Chiffon, de Lesley Storm, Blancheteatern
- 1951 : Black Chiffon, de Lesley Storm, Blancheteatern

## Teatro radiofónico

### Actor
- 1942 : Marknadsafton, de Vilhelm Moberg, dirección de Lars Madsén[41]
- 1944 : Auktion, de Josef Briné y Nils Ferlin, dirección de Lars Madsén[42]
- 1954 : Auktion, de Josef Briné y Nils Ferlin, dirección de Lars Madsén[43]
- 1959 : Vägglusen, de Vladimir Majakovskij, dirección de Staffan Aspelin[44]

### Director
- 1944 : Amiralinnan, de Hilding Östlund[45]

## Selección de su filmografía

### Actor
- 1933 : Kanske en diktare
- 1933 : En melodi om våren
- 1933 : Tystnadens hus
- 1934 : Atlantäventyret
- 1934 : Marodörer
- 1935 : Flickor på fabrik
- 1935 : Järnets män
- 1936 : Alla tiders Karlsson
- 1936 : Bombi Bitt och jag
- 1939 : Vi två
- 1940 : Hanna i societén
- 1940 : ... som en tjuv om natten
- 1941 : Lasse-Maja
- 1942 : Fallet Ingegerd Bremssen
- 1944 : Klockan på Rönneberga
- 1944 : När seklet var ungt
- 1944 : Snöstormen
- 1946 : Harald Handfaste
- 1949 : Smeder på luffen
- 1949 : Flickan från tredje raden
- 1949 : Boman får snurren
- 1951 : Skeppare i blåsväder
- 1953 : Dumbom
- 1953 : Vägen till Klockrike
- 1954 : Gabrielle
- 1954 : Skrattbomben
- 1955 : Resa i natten
- 1957 : Ingen morgondag
- 1957 : Som man bäddar...
- 1957 : Smultronstället
- 1957 : El séptimo sello
- 1957 : Gårdarna runt sjön
- 1957 : Arken
- 1958 : Jazzgossen
- 1958 : Kvinna i leopard
- 1959 : Mälarpirater
- 1959 : Lejon på stan
- 1960 : På en bänk i en park
- 1962 : Älskarinnan
- 1964 : Henrik IV
- 1965 : En historia till fredag  (TV)
- 1966 : Adamsson i Sverige
- 1970 : Körsbärsträdgården
- 1973 : Revisorn
- 1974 : Sagan om Siv
- 1974 : Gangsterfilmen

### Director
- 1935 : Järnets män
- 1936 : Vårt bygge på hem och samhälle
- 1937 : Bergslagsfolk
- 1938 : Snickar Folking tar semester
- 1938 : Du gamla du fria
- 1939 : Vi på Solgläntan
- 1939 : Frun tillhanda
- 1940 : Hanna i societén
- 1941 : Lasse-Maja
- 1942 : Kvinnan tar befälet
- 1942 : En äventyrare
- 1943 : När ungdomen vaknar
- 1943 : Det går som en dans
- 1944 : När seklet var ungt
- 1945 : Baklängeskakan
- 1945 : Den glade skräddaren
- 1947 : Varsågod och skölj
- 1948 : Janne Vängmans bravader
- 1948 : De valde friheten!
- 1949 : Janne Vängman på nya äventyr
- 1951 : Skeppare i blåsväder
- 1952 : Janne Vängman i farten

### Guionista
- 1937 : Bergslagsfolk
- 1938 : Du gamla du fria
- 1939 : Frun tillhanda

### Banda sonora
- 1945 : Jagad